# Taophila
Taophila is een geslacht van kevers uit de familie bladkevers (Chrysomelidae).
De wetenschappelijke naam van het geslacht werd in 1916 gepubliceerd door Karl Maria Heller.

## Soorten
- Taophila mantillerii Jolivet, Verma & Mille, 2007
- Taophila nigrans Jolivet, Verma & Mille, 2007